# علی حرم
علی حرم (عربی: علي حرم؛ زادهٔ ۱۱ دسامبر ۱۹۸۸) بازیکن فوتبال اهل بحرین است.
از باشگاه‌هایی که در آن بازی کرده‌است می‌توان به باشگاه فوتبال الحد، باشگاه فوتبال منامه، و باشگاه ورزشی الرفاع اشاره کرد.
وی همچنین در تیم ملی فوتبال بحرین بازی کرده‌است.